# Neosybra costipennis
Neosybra costipennis là một loài bọ cánh cứng trong họ Cerambycidae.